# Loxura
Loxura es un género de mariposas de la familia Lycaenidae, que se distribuyen en la región indomalaya.

## Taxonomía
El género se compone de las siguientes especies:
- Loxura atymnus (Stoll, [1780])[2]
- Loxura cassiopeia Distant, 1884